# Ловци на духове (филм, 2016)
„Ловци на духове“ (на английски: Ghostbusters) е хорър комедия филм от 2016 г. на режисьора Пол Фейг. Сценарият, написан от Кейти Диполд и Пол Фейг, е базиран на еднименния филм от 1984 г. Снимките започват на 17 юни 2015 г. и приключват на 19 септември 2015 г. Филмът излиза по кината в САЩ и България съответно на 15 и 29 юли 2016 г.

## Актьорски състав
| Актьор              | Роля            |
| ------------------- | --------------- |
| Мелиса Маккарти     | Аби Йейтс       |
| Кристен Уиг         | Ерин Гилбърт    |
| Кейт Маккинън       | Джилиан Холцман |
| Лесли Джоунс        | Пати Толан      |
| Крис Хемсуърт       | Кевин Бекман    |
| Анди Гарсия         | кмет Брадли     |
| Нийл Кейси          | Роуан Норт      |
| Чарлс Данс          | Харолд Филмор   |
| Майкъл Кенет Уилямс | агент Хокинс    |

## В България
На 31 август 2020 г. Kino Nova излъчи филма с български дублаж в рубриката на „Великият понеделник“. Екипът се състои от:
| Озвучаващи артисти  | Яница Митева Силвия Русинова Елисавета Господинова Ивайло Велчев Димитър Иванчев Здравко Методиев |
| Преводач            | Моника Константинова                                                                              |
| Тонрежисьор         | Цветомир Цветков                                                                                  |
| Режисьор на дублажа | Димитър Кръстев                                                                                   |

## Филми от поредицата за „Ловци на духове“
Поредицата „Ловци на духове“ включва 5 филма:
- „Ловци на духове“ (1984)
- „Ловци на духове 2“ (1989)
- „Ловци на духове“ (2016)
- „Ловци на духове: Наследство“ (2021)
- „Ловци на духове: Замръзналата империя“ (2024)